# Friedrich Theodor Fröhlich

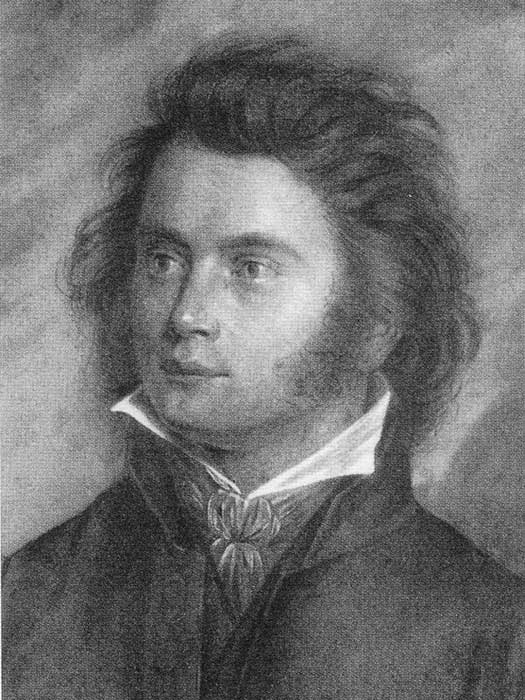
Friedrich Theodor Fröhlich

Friedrich Theodor Fröhlich (* 20. Februar 1803 in Brugg, Kanton Aargau, Schweiz; † 16. Oktober 1836 in Aarau, Kanton Aargau, Schweiz) war ein Schweizer Komponist. Er gilt als der bedeutendste Komponist der frühen Romantik in der Schweiz.

## Biographie
Friedrich Theodor Fröhlich wurde als sechstes Kind seiner Eltern geboren. Sein Vater war Emanuel Froelich (1769–1848), Lehrer, Friedensrichter und Stadtrat in Brugg, seine Mutter Rosina Froelich Märki (1766–1839). Sein ältester Bruder war der Pfarrer, Schriftsteller und Politiker Abraham Emanuel Fröhlich. Friedrich Theodor Fröhlich besuchte 1820–1822 das Gymnasium «Collegium Humanitatis» in Zürich, um anschliessend dem Wunsch seines Vaters folgend ein Studium der Jurisprudenz in Basel anzufangen. Nach einem Jahr wechselte er den Studienort nach Berlin.
Nach krankheitsbedingtem Abbruch des Studiums kehrte Fröhlich 1824 zurück in die Schweiz. Er nahm nun Kompositionsunterricht bei Michael Traugott Pfeiffer in Aarau. Ein Stipendium der Aargauer Kantonsregierung ermöglichte ihm 1826–1828 eine musikalische Ausbildung in Berlin bei Karl Friedrich Zelter und Bernhard Klein, wo er auch Felix Mendelssohn Bartholdy begegnete. Nach den Stipendienjahren blieb Fröhlich zwei Jahre als freischaffender Musiker in Berlin, bevor er 1830 in die Schweiz nach Aarau zurückkehrte. In Berlin wurden einige seiner Werke verlegt, die in deutschen Musikzeitschriften positiv gewürdigt wurden.
In der Schweiz schlug Fröhlich sich mit Privatunterricht und als Teilzeitlehrer an öffentlichen Schulen – der Kantonsschule Aarau und ab 1833 auch den Aarauer Stadtschulen – und als Leiter von Chören und einem Liebhaberorchester durch. Die spärlichen freien Stunden widmete er der kompositorischen Tätigkeit. Es entstanden hier liturgische Werke, wie seine Passions-Cantate und eine Weihnachtskantate, neben Unterrichtswerken (50 Kinderlieder), Chorwerken und Klavierliedern. 1832 heiratete Fröhlich Ida von Klitzing (1805–1859), die er während seines Berliner Aufenthalts kennengelernt hatte. Sie hatten zwei Töchter, die das Erwachsenenalter erreichten.
Fröhlich hatte in Aarau mit mangelnder Anerkennung und Unterstützung seiner Kunst, mit ständigen finanziellen Problemen und schliesslich auch mit Schwierigkeiten in der Ehe zu kämpfen. Ein Zunehmen dieser Belastungen führte ihn dazu, am 16. Oktober 1836 sein Leben durch einen Sprung in die Aare zu beenden. Er hinterliess über 700 Kompositionen, darunter mehr als 300 Chorwerke und über 300 Klavierlieder. Die wenigsten dieser Werke sind bis heute gedruckt worden. Der grösste Teil des musikalischen Nachlasses wird als Manuskripte in der Handschriftenabteilung der Universitätsbibliothek Basel aufbewahrt. In jüngster Zeit ist ein wachsendes Interesse an diesem musikalischen Erbe festzustellen. Im Jahre 2017 wurde die «Internationale Friedrich Theodor Fröhlich-Gesellschaft» in Fröhlichs Geburtsstadt Brugg gegründet. Zusammen mit dem gleichzeitig dort gegründeten Kulturverein «Fröhlich-Konzerte Brugg» setzt sie sich für die Herausgabe und die öffentliche Aufführung dieser Werke ein.
Fröhlichs Musik ist durch erfrischende und natürliche Melodizität und Sinn für das Einfache und gleichzeitig Effektvolle gekennzeichnet. Sie ist reich an gefühlhaftem Ausdruck und an unerwarteten Wendungen im Bereich des Harmonischen. Doch ist oft auch starr Formelhaftes und Schematisches in seinen Werken anzutreffen.
Fröhlichs Abschrift und Bearbeitung einer Messe von Johann Gottlieb Naumann wurde bis vor wenigen Jahren irrtümlich als seine eigene Komposition angesehen und als solche aufgeführt (Missa 1), obwohl das Manuskript nicht von ihm signiert war. Fröhlich war in Berlin mit der Witwe Naumanns bekannt, die sich für die Aufführung der Werke ihres verstorbenen Gatten einsetzte.

## Werke (Auswahl)
Theodor Fröhlichs Werk umfasst Orchesterwerke, Kammer- und Klaviermusik sowie verschiedene Vokalwerke. Es besteht ein ausführliches Werkverzeichnis.

### Orchesterwerke
- Ouvertüre zu Dyhrns Konradin (1827)
- Sinfonie A-Dur (1828), 3 Sätze (vermutlich unvollendet)
- Ouvertüre B-Dur (1832)
- Ouvertüre zu Passionsmusiken f-Moll (1835)

### Kammermusik
- Pastorale und Rondo für Oboe und Klavier (1824)
- Drei Sonaten für Violine und Klavier (1826)
- Vier Streichquartette (1826–32)
- Sonate für Violoncello und Klavier f-Moll (1830)
- Quintett für Klavier, 2 Violoncelli und 2 Hörner (1833)
- Quartett für Klavier, Violine, Viola und Violoncello d-Moll (1835)
- Fantasie für Violine und Klavier (1832)
- Fuge für Streichquartett (1828)

### Klaviermusik
- Sonate A-Dur, op. 11 (1831)
- Sechs Elegien, op. 15 (1833)
- Walzer und Ländler
- 4-händige Klavierstücke

### Vokalmusik
- Jesus, der Kinderfreund; Kantate (1834)
- Der 137. Psalm (1827)
- Canticum Simeonis (24. Dezember 1829)
- Totenfeier (1829)
- Stabat mater (dt.) (1829)
- Weihnachtskantate (1830)
- Gesang der Geister über den Wassern (Goethe) (1831)
- Meeresstille und glückliche Fahrt (Goethe) (1831)
- Passionskantate (1831)
- Das Unser Vater (1832)
- Litanei (1832)
- Wem Gott will rechte Gunst erweisen (Gedicht aus Aus dem Leben eines Taugenichts) (1833)
- Preis der Liebe (1834)
- 2. Messe (1835)
- Der 1. Psalm (1836)
- Domine, Jesu Christe (1836)
- Zahlreiche weitere Werke und Lieder für Männer-, Frauen- und Kinderchor

## Diskographie (Auswahl)
CDs
- Messe für Soli, Chor und Orchester Nr. 1; Offertorium Parvulus natus est nobis; Solisten: Simone Kohler, Christina Aeschbach, Walter Meier, Michael Pavlù; Collegium musicum und Musikakademie Luzern; Leitung Alois Koch; Aufführung Jesuitenkirche Luzern, 1990, Tondokument in: Schweizerische Nationalphonothek Lugano (BSFILE9249)  https://www.fonoteca.ch/cgi-bin/oecgi4.exe/inet_fnbasedetail?REC_ID=9249.046&LNG_ID=DEU.
- Sechs Elegien für Klavier op. 15 (1833); Pastorale und Rondo für Oboe und Klavier (1824) ; Sonate für Violoncello und Klavier f-moll (1830). Omar Zoboli (Oboe), Lubimov Monighetti (Hammerflügel), Jean-Jacques Dünki (Klavier). 1994.
- Fröhlich/Goetz/Huber: Liederquartette. Barbara Fuchs (Sopran), Anna Schaffner (Alt), Bernhard Hunziker (Tenor), Fabrice Raviola (Bariton), Hartwig Joerges und Georges Starobinski (Klavier), Andras Müller-Crepon (Sprecher); Zürcher Vokalquartett. Reihe Musikszene Schweiz, 2000.
- Missa brevis – Der erste Psalm. Jubiläumskonzert. Orchesterverein Ostermundigen, Singkreis Ittigen [et al.]; Leitung: Alexandru Ianos. Eagle records, 2003.
- Vier Motetten für 4-stimmigen gemischten Chor; 12-stimmiges Miserere mit Pianoforte-Begleitung. Basler Vokalsolisten; Mikayel Balyan (Hammerflügel), Sebastian Goll (Dir.). Migros-Genossenschafts-Bund, Zürich 2006. (Reihe Musiques suisses.)
- Romantische Lieder. Susanne Oldani (Sopran), Tino Brütsch (Tenor), Rudolf Remund (Bariton), Peter Sterki (Klavier). 2008.
- Weihnachtsmesse (Missa I, 1828); Passionsmusik-Ouvertüre f-moll; Andante und Menuett; Konzert-Ouvertüren B-Dur. Chor der Alten Kantonsschule Aarau, Thomas Baldinger (Dir.); Aargauer Vokalsolisten; Aargauer Symphonie Orchester; Lisa Larsson (Sopran), Regina Jakobi (Alt), René Koch (Bassbariton), Bernhard Gärtner (Tenor); Karl-Andreas Kolly  (Klavier), Räto Tschupp (Dir.)
- Die romantische Schweiz. Das Bild der Schweiz in der romantischen Musik. Christa Goetze (Sopran), Liliane Zürcher (Mezzosopran), Jutta Pulcini (Flöte), Felicitas Strack (Klavier). Reihe Musikszene Schweiz.
- Friedrich Theodor Fröhlich: Ouvertüre zu Konrad Adolf Dyhrns Tragödie «Konradin». Live von Tonhalle Zürich, November 2024. Swiss Orchestra, Dirigentin Lena-Lisa Wüstendörfer. Erschienen ist die Single (online) bei Prospero Classical, 2025.